# Phil Robins
Phil Robins, född 10 september 1954, är en friidrottare från Bahamas. Han deltog vid olympiska sommarspelen 1976.